# LGM-25C Titan II

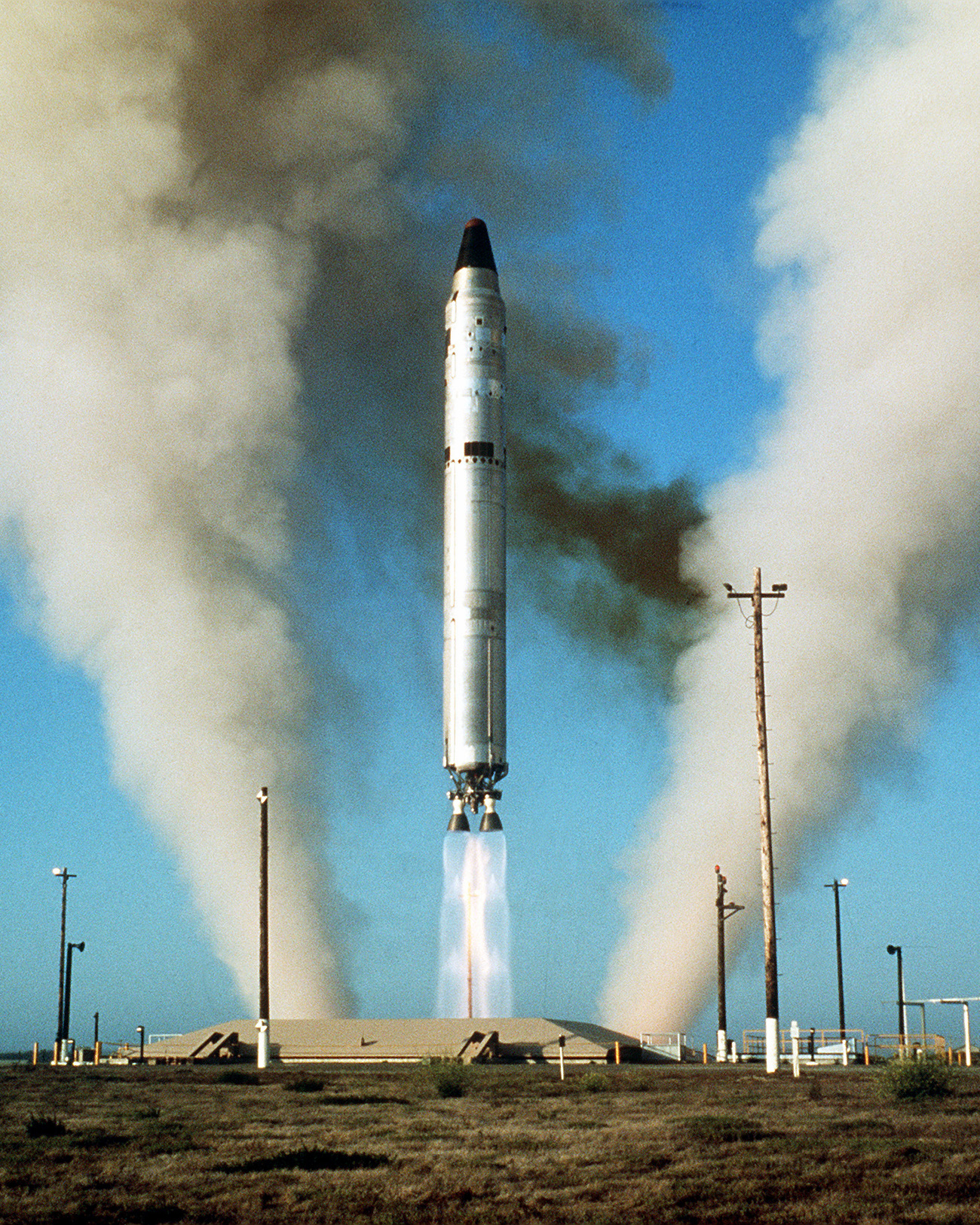
Titan-II ICBM trong giếng phóng thử nghiệm, căn cứ không quân Vandenberg

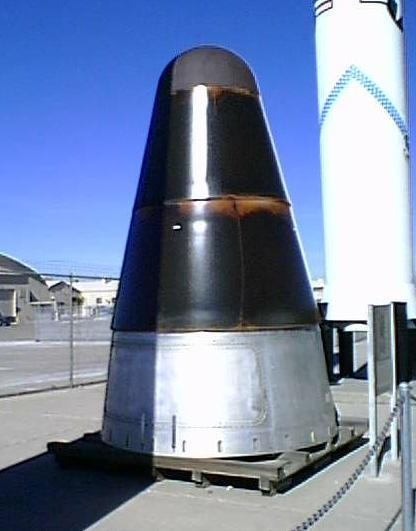
Khoang đầu đạn hồi quyển Mark 6 có chứa đầu đạn hạt nhân W-53, được sử dụng trên Titan II

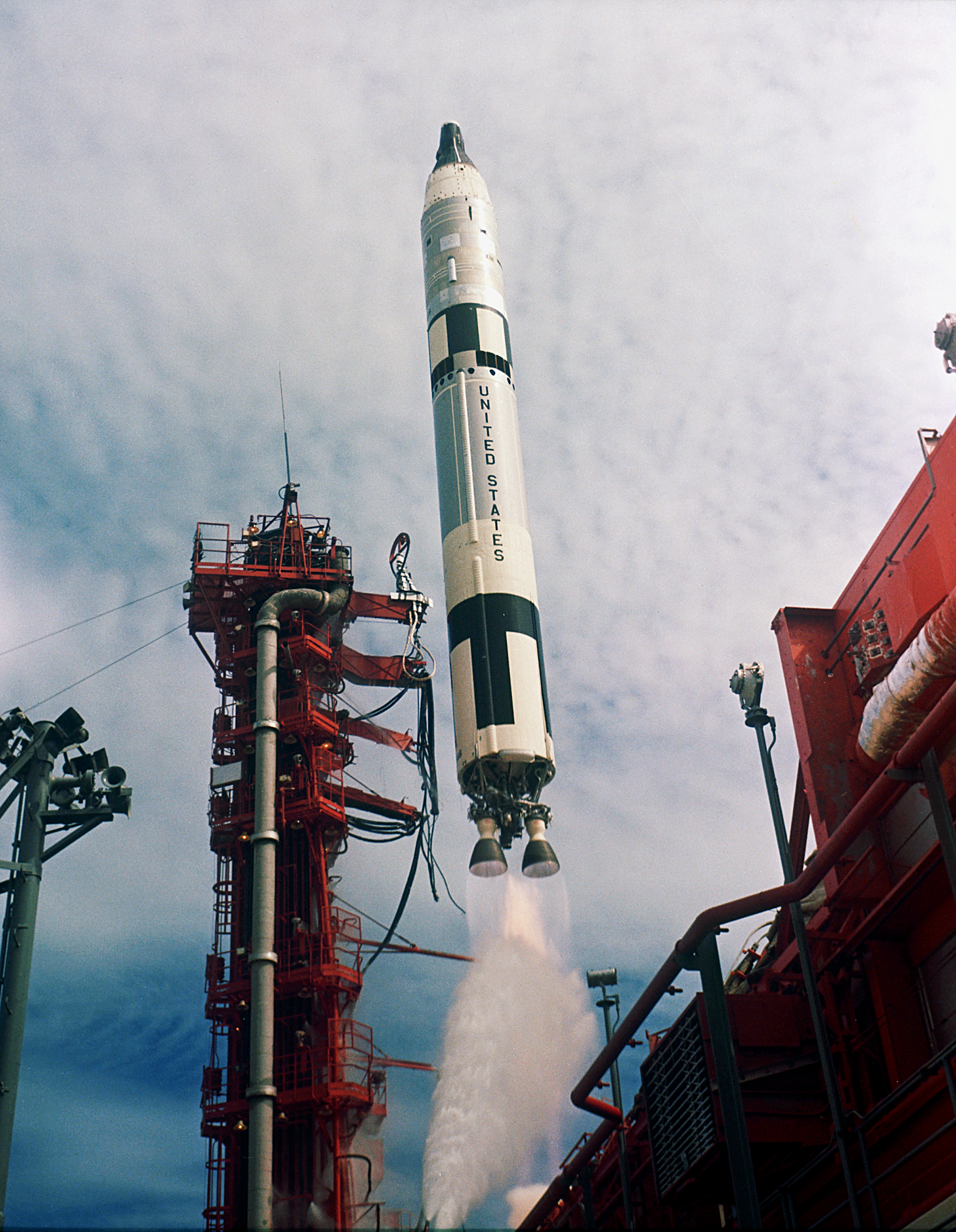
Vụ phóng tên lửa đẩy Titan II mang theo Gemini 11 (12/9/1966)

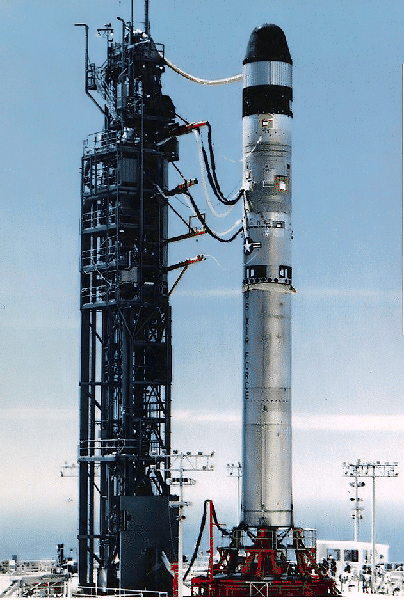
Tên lửa đẩy Titan 23G (5/9/1988)

Titan II là một loại tên lửa đạn đạo xuyên lục địa và cũng là một phương tiện phóng tàu vũ trụ được phát triển bởi công ty Glenn L. Martin dựa trên tên lửa Titan I. Titan II được thiết kế để làm một tên lửa ICBM, nhưng về sau đã được chuyển đổi để trở thành phương tiện phóng tàu vũ trụ hạng trung có nhiệm vụ đưa các tải trọng lên quỹ đạo phục vụ cho Không quân Mỹ, NASA và cơ quan khí tượng và hải dương Hoa Kỳ (NOAA). Những tải trọng này bao gồm chương trình vệ tinh khí tượng quốc phòng-Defense Meteorological Satellite Program (DMSP), vệ tinh khí tượng NOAA, và chương trình tàu vũ trụ có người lái Gemini của NASA. Phiên bản sửa đổi Titan II SLVs (Space Launch Vehicles) đã được sử dụng tại căn cứ không quân Vandenberg, California, cho đến năm 2003.

## Tên lửa Titan II
Titan II là tên lửa đạn đạo thế hệ tiếp theo của Titan I, với khả năng mang theo tải trọng gấp đôi. Không như Titan I, nó sử dụng chất đẩy hypergolic dựa trên hydrazine-có khả năng lưu trữ và khởi động tin cậy. Điều này giúp giảm thời gian phóng tên lửa, cho phép chúng có thể phóng từ silo phóng. Titan II có khả năng mang theo một đầu đạn lớn nhất trong số các ICBM của Mỹ.

### LGM-25C
Tên lửa gồm hai tầng đẩy, động cơ tên lửa cung cấp động lực cho các tầng và khoang chứa đầu đạn hồi quyển-re-entry vehicle (RV). Tầng đẩy 1 và 2 của tên lửa đều chứa chất đẩy và khoang điều áp, động cơ, hệ thống điện và thủy lực, và chất nổ. Ngoài ra tầng đẩy 2 còn trang bị hệ thống điều khiển bay và hệ thống dẫn đường cho tên lửa. Tầng đẩy 1 có ba con quay hồi chuyển và hệ thống lái tự động. Hệ thống lái tự động này có vai trò giúp tên lửa bay thẳng trước khi tầng 1 được tách ra, đồng thời gửi các lệnh điều khiển cho Đơn vị đo quán tính-Inertial Measurement Unit (IMU) nằm trên tầng 2. IMU sẽ bù và gửi các lệnh lái đến các động cơ.

### Đặc tính kỹ thuật
| Thành phần                          | Kích thước               |
| ----------------------------------- | ------------------------ |
| Chiều dài tầng đẩy I                | 20 m                     |
| Chiều dài tầng đẩy II               | 8,8 m                    |
| Chiều dài RV (bao gồm cả miếng đệm) | 4,3 m                    |
| Đường kính tầng I                   | 3,0 m                    |
| Đường kính tầng II                  | 3,0 m                    |
| Đường kính RV                       | 2,5 m                    |
| Khối lượng tầng I (rỗng)            | 4.319 kg                 |
| Khối lượng tầng I (đầy tải)         | 121.200 kg               |
| Khối lượng tầng II (rỗng)           | 2.301 kg                 |
| Khối lượng tầng II (đầy tải)        | 28.400 kg                |
| Lực đẩy động cơ tầng đẩy I          | 1.900 kN (mực nước biển) |
| Lực đẩy động cơ tầng đẩy II         | 440 kN(250.000 feet)     |
| Lực đẩy Vernier (silo)              | 4.200 N                  |

### Hệ thống dẫn đường
Các tên lửa Titan II ban đầu được trang bị hệ thống dẫn đường được phát triển bởi AC Spark Plug, sử dụng IMU (đơn vị đo quán tính-inertial measurement unit, một loại cảm biến con quay hồi chuyển) dẫn xuất từ thiết kế của phòng thí nghiệm MIT Draper. Máy tính sử dụng trong hệ thống dẫn đường của tên lửa là IBM ASC-15. Sau này nó đã được thay thế bằng hệ thống Dẫn đường Không gian Toàn cầu Delco-Delco Universal Space Guidance System (USGS). Trong thành phần của USGS có sử dụng Carousel IV IMU và một máy tính Magic 352.

### Quy trình phóng tên lửa
Tên lửa Titan II được thiết kế để có thể phóng từ các giếng phóng ngầm kiên cố dưới mặt đất, nhằm tránh nguy cơ bị xóa sổ trước cuộc tấn công hạt nhân phủ đầu, từ đó có thể tiến hành đáp trả bằng một cuộc tấn công hạt nhân tương xứng.
Tổng thống Mỹ là người duy nhất có quyền đưa ra mệnh lệnh phóng tên lửa Titan II. Một khi lệnh phóng tên lửa được đưa ra, một mã phóng sẽ được gửi đến giếng phóng từ tổng hành dinh SAC hoặc cơ sở dự phòng tại California. Tín hiệu là một đoạn âm thanh bao gồm ba mươi lăm chữ cái.
Hai sĩ quan vận hành tên lửa sẽ ghi lại mã vào một cuốn sổ. Các mã được so sánh với nhau và nếu chúng khớp, cả hai người điều khiển sẽ tiến đến một chiếc két màu đỏ có chứa các tài liệu phóng tên lửa. Két sắt có một ổ khóa riêng biệt cho mỗi sĩ quan vận hành-người sẽ mở nó bằng chìa khóa riêng của mình.
Két an toàn chứa một số phong bì giấy với hai chữ cái ở mặt trước. Trong mã ba mươi lăm chữ cái được gửi từ Tổng hành dinh là một mã phụ gồm bảy chữ cái. Hai chữ cái đầu tiên của mã phụ cho biết phong bì nào cần mở. Bên trong là một chiếc "bánh quy" bằng nhựa, có viết năm chữ cái trên đó. Nếu cookie khớp với năm chữ số còn lại trong mã phụ, lệnh phóng tên lửa được xác thực.
Trong mã gửi từ tổng hành dinh cũng chứa một đoạn gồm sáu chữ cái để mở khóa tên lửa. Mã này được nhập trên một hệ thống riêng biệt sẽ mở van bướm của một trong các đường dẫn chất oxy hóa trên động cơ tên lửa. Sau khi mở van, tên lửa lúc này đã sẵn sàng để phóng. Các thành phần khác trong đoạn code từ tổng hành dinh bao gồm thời gian phóng tên lửa.
Khi đã đến thời điểm phóng tên lửa, hai sĩ quan vận hành sẽ cùng tra chìa khóa vào ổ khóa và vặn khóa để tiến hành phóng tên lửa. Các khóa phải được vặn cùng nhau trong vòng không quá hai giây, và phải tiếp tục được giữ trong vòng năm giây. Bảng điều khiển với ổ khóa được thiết kế cách xa nhau, để một người duy nhất sẽ không thể vặn hai chìa khóa cùng lúc trong khoảng thời gian yêu cầu.
Sau khi vặn chìa khóa thành công, tên lửa sẽ bắt đầu chuỗi quy trình phóng; đầu tiên, pin của Titan II sẽ được sạc và tên lửa sẽ ngắt kết nối với nguồn điện của giếng phóng. Sau đó, nắp silo sẽ được mở ra, phát ra cảnh báo "SILO SOFT" bên trong phòng điều khiển. Hệ thống dẫn đường của Titan II sau đó sẽ tự cấu hình để kiểm soát tên lửa và nhập dữ liệu dẫn đường đến mục tiêu. Động cơ chính được kích hoạt sau đó vài giây, tạo ra lực đẩy tên lửa. Cuối cùng, các giá đỡ giữ tên lửa cố định bên trong silo sẽ được giải phóng cho phép tên lửa bay lên.

### Phát triển
Dòng tên lửa Titan được bắt đầu phát triển từ tháng 10 năm 1955, khi Không quân Mỹ trao cho công ty Glenn L. Martin bản hợp đồng chế tạo tên lửa liên lục địa. Nó được biết đến dưới tên gọi Titan I, đây là ICBM hai tầng đẩy đầu tiên và cũng là tên lửa ICBM phóng từ giếng phóng ngầm đầu tiên của Mỹ. Công ty Martin nhận thấy tên lửa Titan I có tiềm năng nâng cấp hơn nữa và đã gửi cấu hình nâng cấp cho Không quân Mỹ tham khảo. Tên lửa mới sẽ có khả năng mang đầu đạn lớn hơn, tầm bắn xa hơn và độ chính xác tốt hơn, cũng như có khả năng chuẩn bị phóng nhanh hơn. Công ty Martin nhận được bản hợp đồng chế tạo tên lửa mới, định danh là SM-68B Titan II, vào tháng 6/1960. Titan II nặng hơn 50% so với Titan I, với tầng đẩy thứ nhất dài hơn, và tầng đẩy thứ hai có đường kính lớn hơn. Titan II cũng sử dụng loại chất đẩy mới có khả năng lưu trữ: nhiên liệu Aerozine 50-là hỗn hợp tỉ lệ 1:1 của hydrazine và unsymmetrical dimethylhydrazine (UDMH), chất oxy hóa là đinitơ tetroxit. Titan I sử dụng chất đẩy với oxy lỏng làm chất oxy hóa-chỉ được nạp ngay thời điểm trước khi phóng. Để nạp oxy lỏng, tên lửa Titan I phải được đưa lên khỏi silo và sau đó mới bắt đầu nạp oxy lỏng trước khi phóng. Việc sử dụng chất đẩy mới-có khả năng nạp cho tên lửa từ trước, và có thể trữ trong thân tên lửa trong thời gian dài, giúp cho Titan II có khả năng phóng trực tiếp từ ngay trong giếng phóng chỉ trong vòng 60 giây. Tính độc hại của chất đẩy hypergolic khiến chúng trở nên nguy hiểm khi xử lý, và việc rò rỉ chất đẩy này có thể dẫn đến phát nổ, và nhiên liệu cũng là chất rất độc hại. Tuy nhiên, nó cho phép thiết kế của động cơ tên lửa trở nên đơn giản hơn, và ít gặp sự cố hơn là động cơ sử dụng chất đẩy siêu lạnh.

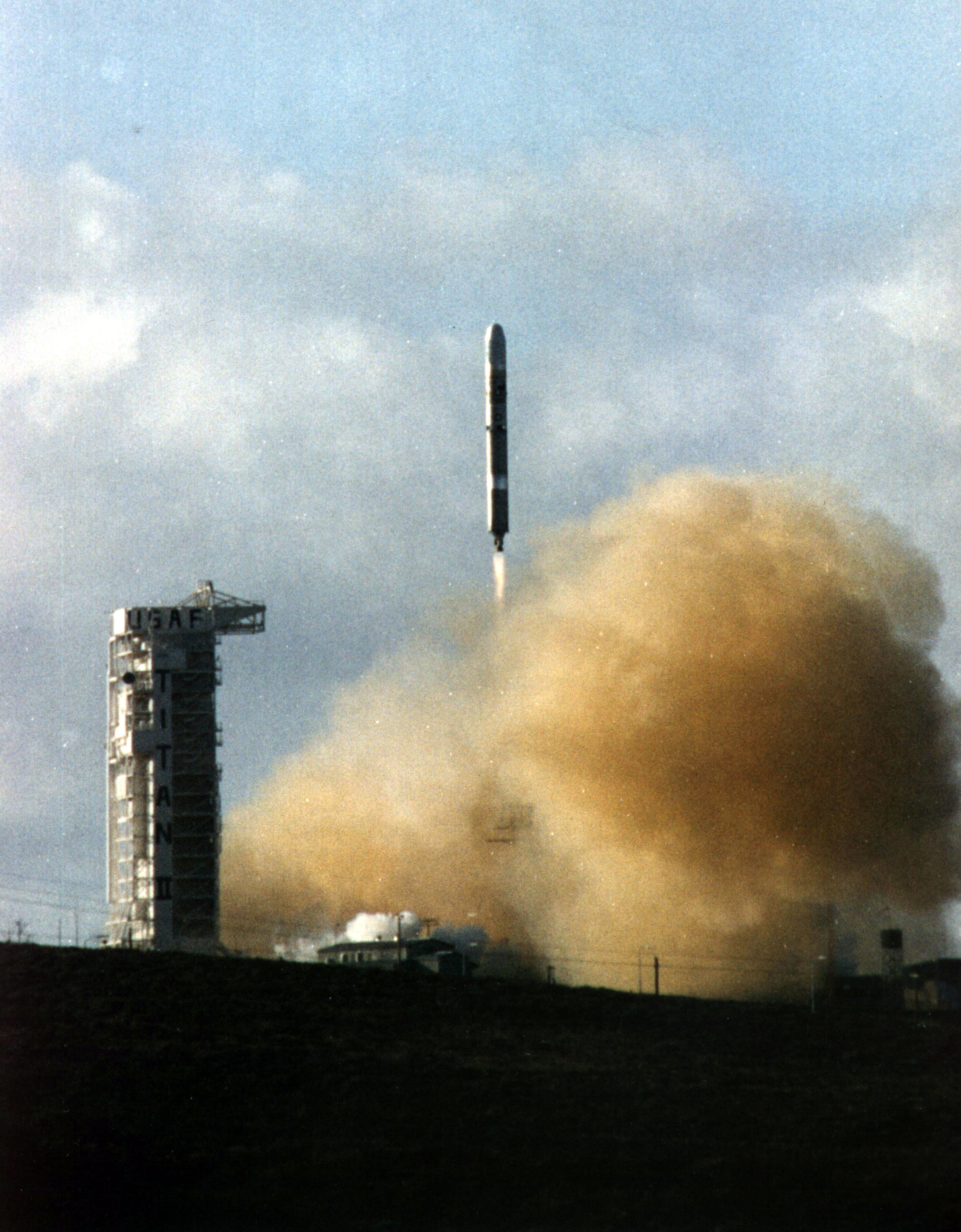
Tên lửa đẩy Titan II đưa tàu Clementine lên quỹ đạo (25/1/1994)

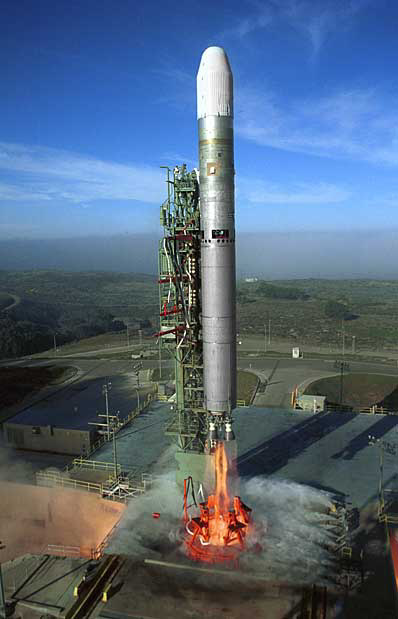
Titan-II thực hiện lần phóng cuối cùng vào ngày 18/10/2003

Lần phóng tên lửa Titan II đầu tiên diễn ra vào tháng 3 năm 1962 và tên lửa được định danh là LGM-25C, đã bắt đầu được đưa vào trang bị từ tháng 10 năm 1963. Titan II mang theo một đầu đạn hạt nhân W-53 trong khoang chứa đầu đạn hồi quyển Mark 6, tầm bắn đạt 8.700 hải lý (10.000 mi; 16.100 km). Đầu đạn W-53 có đương lượng nổ 9 megaton. Đầu đạn được dẫn đường đến mục tiêu bằng dẫn đường quán tính. 54 tên lửa Titan II được triển khai đã trở thành xương sống của lực răn đe hạt nhân chiến lược của Mỹ cho đến khi LGM-30 Minuteman được triển khai với số lượng lớn vào nửa đầu những năm 1960. 12 tên lửa Titan II đã đóng vai trò là tên lửa đẩy trong sứ mệnh Gemini đưa người vào vũ trụ vào giữa những năm 1960.
Bộ quốc phòng dự tính trang bị cho tên lửa Titan II đầu đạn có đương lượng nổ 35 megaton, dựa trên những cải tiến dự kiến. Tuy nhiên, đầu đạn đó đã không bao giờ được phát triển hoặc triển khai. Nếu được triển khai, đầu đạn này có thể trở thành một trong những đầu đạn có đương lượng nổ mạnh nhất từ trước đến nay, với tỷ lệ đương lượng nổ trên trọng lượng gần gấp đôi so với bom hạt nhân B41.

### Lịch sử phát triển và thử nghiệm

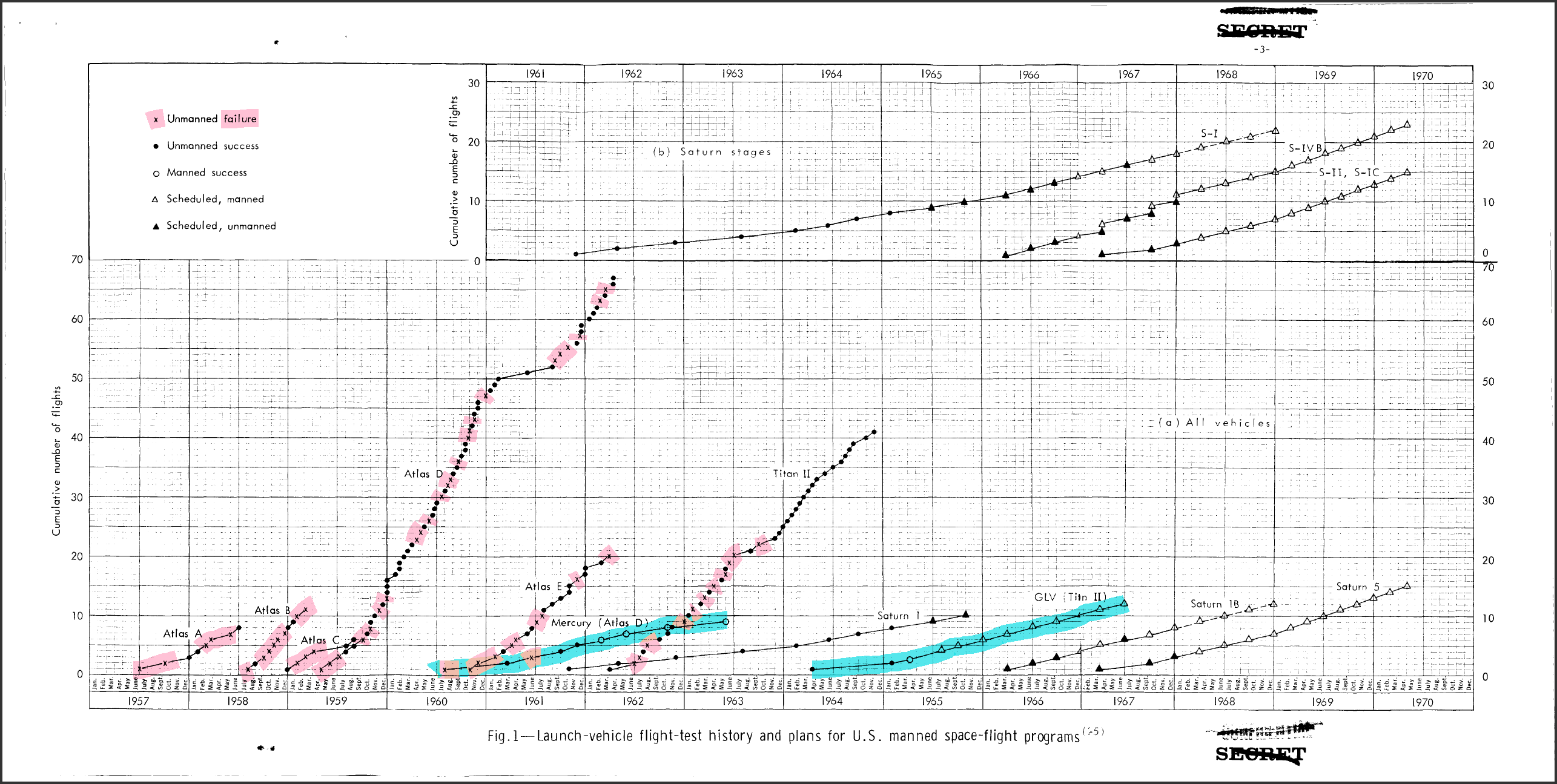
Biểu đồ năm 1965 về các lần phóng tên lửa ICBM Titan II (ở giữa) tích lũy theo tháng, với các lần phóng thất bại tô màu hồng cùng với tên lửa SM-65 Atlas mà Không quân Mỹ và NASA sử dụng tầng đẩy khởi tốc cho các sứ mệnh Mercury và Gemini (xanh). Lịch sử các lần phóng Apollo-Saturncũng được thể hiện.

### Lịch sử trang bị
Tên lửa Titan II đã được đưa vào trang bị từ năm 1963 đến năm 1987. Đợt triển khai đầu tiên bao gồm 54 tên lửa.
Mười tám tên lửa trong số đó được đặt xung quanh căn cứ không quân Davis-Monthan gần Tucson, Arizona. Ba mươi sáu tên lửa còn lại được phân bổ tại các căn cứ không quân Little Rock, Arkansas, và căn cứ không quân McConnell tại Wichita, Kansas.

#### Tai nạn
Ngày 9/8/1965, một vụ cháy xảy ra làm mất oxy khi đường thủy lực cao áp bị cắt bằng đèn xì oxyacetylene bên trong silo (bãi phóng 373–4) gần Searcy, Arkansas, giết chết 53 người, phần lớn là các nhân viên dân sự đang làm công việc bảo trì tên lửa. Đám cháy diễn ra trong khi nắp silo nặng 750 tấn đã đóng lại, làm giảm lượng oxy cung cấp cho những người còn sống sót sau đám cháy ban đầu. Chỉ có hai người sống sót (Hurbert Sauders và Gary Lay) thoát ra ngoài, cả hai đều bị thương do lửa và khói, riêng Sauders đã phải lần mò trong bóng tối gây ra bởi khói để thoát ra. Tên lửa không bị hư hại. Giới chức Không quân Hoa Kỳ kết luận vụ cháy là do nhân viên hàn đã làm tổn hại đường ống thủy lực cao áp, tuy nhiên, nhân chứng Gary Lay khẳng định vào lúc xảy ra đám cháy, đã không có ai hàn ở trên khu vực tầng đẩy thứ 2 của tên lửa, nhân viên hàn thực tế đã bị ngạt thở do dầu thủy lực tràn vào phổi.
Vào ngày 23 tháng 6 năm 1975, một trong hai động cơ tên lửa Titan II không thể kích hoạt trong lần phóng từ căn cứ không quân Vandenberg ở California. Vụ phóng là một phần của chương trình Chống Tên lửa Đạn đạo và có sự chứng kiến của một đoàn tùy tùng gồm các sĩ quan và dân biểu. Quả tên lửa bị hỏng cấu trúc nghiêm trọng với việc cả bình chứa chất đẩy hypergolic và bình chứa chất oxy hóa bị rò rỉ và tích tụ dưới đáy silo. Các nhà thầu dân sự sau đó đã được di tản ra khỏi boong ke chỉ huy và điều khiển.
Ngày 24/8/1978, Trung sĩ Robert Thomas đã thiệt mạng khi tên lửa trong silo 533-7 bị rò rỉ nhiên liệu, gần thị trấn Rock, Arkansas. Một nhân viên không quân khác, Erby Hepstall, sau đó cũng thiệt mạng do tổn thương phổi.
Ngày 19/9/1980, một vụ nổ lớn đã xảy ra sau khi thùng nhiên liệu tên lửa bị thủng. Quả tên lửa khi đó nạp đầy nhiên liệu hypergolic (Gồm chất ô xy hóa là Đinitơ tetroxit cùng với nhiên liệu là Aerozine 50-chúng khi trộn với nhau sẽ gây cháy), nên toàn bộ tên lửa đã phát nổ sau đó vài giờ, giết chết nhân viên không quân SrA David Livingston, và phá hủy giếng phóng (374-7, gần Damascus, Arkansas). Do cơ chế an toàn nên đầu đạn không bị kích nổ và được thu hồi ở địa điểm cách silo 100 m. Bộ phim sản xuất năm 1988: Disaster at Silo 7 được dựa trên sự kiện này. Đây cũng chính là quả tên lửa trong vụ cháy silo 373-4 năm 1965. Sau vụ việc năm 1965, nó đã được sửa chữa, và di chuyển sang silo phóng 374-7.

#### Ngừng hoạt động
Titan II ban đầu dự kiến được duy trì trong trang bị trong vòng chỉ từ 5-7 năm trước khi được thay thế, tuy nhiên, do nó có khả năng mang theo tải trọng đầu đạn cỡ lớn W-53 nên nó đã phục vụ trong quân đội Hoa Kỳ lâu hơn dự kiến. Tên lửa Titan II sau đã bị loại bỏ dần khỏi biên chế bởi Hiệp ước cắt giảm vũ khí, do nó là ICBM có thể mang theo đầu đạn nhiệt hạch W-53 cỡ lớn, đương lượng nổ 9 Mt-đầu đạn có đương lượng nổ lớn nhất của Mỹ.
Có một quan niệm phổ biến rằng Titan II bị loại bỏ là do hiệp ước cắt giảm vũ khí chiến lược, nhưng trên thực tế, Titan II đã quá già cỗi và bị loại khỏi trang bị do chương trình cải tiến vũ khí. Nó có các vấn đề như nhiên liệu dễ bay hơi và vòng đệm bị lão hóa, nên đã có kế hoạch để cắt giảm tên lửa Titan II từ năm 1971. Tới giữa những năm 1970, hệ thống dẫn đường quán tính AC Delco đã lỗi thời và thiếu phụ kiện thay thế. Sau hai vụ tai nạn của ICBM Titan II vào năm 1978 và 1980, tên lửa ICBM Titan II bắt đầu được loại biên từ tháng 7 năm 1982. Tên lửa Titan II cuối cùng nằm tại Silo 373-8 gần Judsonia, Arkansas, đã được cho ngừng hoạt động vào 5/5/1987. Các tên lửa sau khi ngừng hoạt động được loại bỏ đầu đạn và đưa vào kho chứa tại căn cứ không quân Davis-Monthan, Arizona, và căn cứ không quân Norton, California, nhưng sau đó đã bị phá dỡ vào năm 2009.
Một tổ hợp tên lửa Titan II tại căn cứ không quân Davis–Monthan Air Force Base sau khi bị loại biên đã thoát khỏi số phận bị rã sắt vụn, và được trưng bày tại bảo tàng tên lửa Titan tại Sahuarita, Arizona and is open to the public as the Titan Missile Museum at Sahuarita, Arizona. The missile resting in the silo is a real Titan II, but was a training missile and never contained fuel, oxidizer, or a warh. Tên lửa nằm trong giếng phóng là một tên lửa Titan II thật, nhưng là phiên bản huấn luyện và không chứa nhiên liệu, chất oxy hóa, hay mang theo đầu đạn.
Số lượng tên lửa Titan II trong trang bị theo từng năm:
- 1963: 56
- 1964: 59
- 1965: 59
- 1966: 60
- 1967: 63
- 1968: 59 (3 tên lửa ngừng hoạt động tại căn cứ không quân Vandenberg)
- 1969: 60
- 1970: 57 (3 tên lửa nữa bị ngừng hoạt động tại căn cứ không quân Vandenberg)
- 1971: 58
- 1972: 57
- 1973: 57
- 1974: 57
- 1975: 57
- 1976: 58
- 1977: 57
- 1978: 57
- 1979: 57
- 1980: 56
- 1981: 56 (Tổng thống Ronald Reagan tuyên bố loại biên tên lửa Titan II)
- 1983: 53
- 1984: 43 (Bãi phóng tên lửa Davis–Monthan đóng cửa)
- 1985: 21
- 1986: 9 (Bãi phóng tên lửa tại căn cứ Little Rock đóng cửa vào năm 1987)

## Các đơn vị trang bị tên lửa chiến lược Titan II
Mỗi phi đội tên lửa Titan II được trang bị 18 tên lửa, chín tên lửa mỗi đại đội, các hầm phóng tên lửa được trải rộng cách xa nhau trong khu vực chung của căn cứ.
A real Alert Real Response AAFM September 19999
- 308th Strategic Missile Wing 1 tháng 4 năm 1962 – 18 tháng 8 năm 1987

Little Rock Air Force Base, Arkansas
373d Strategic Missile Squadron
374th Strategic Missile Squadron
308th Missile Inspection and Maintenance Squadron
- 381st Strategic Missile Wing 1 tháng 3 năm 1962 – 8 tháng 8 năm 1986

McConnell Air Force Base, Kansas
532d Strategic Missile Squadron
533d Strategic Missile Squadron
- 390th Strategic Missile Wing 1 tháng 1 năm 1962 – 31 tháng 7 năm 1984

Davis–Monthan Air Force Base, Arizona
570th Strategic Missile Squadron
571st Strategic Missile Squadron
- 1st Strategic Aerospace Division

Vandenberg Air Force Base, California
395th Strategic Missile Squadron, 1 tháng 2 năm 1959 – 31 tháng 12 năm 1969
Vận hành 3 silo cho việc thử nghiệm, 1963–1969
Chú ý: Năm 1959, phi đội tên lửa Titan II thứ năm dự định được triển khai bao gồm các đại đội tên lửa số 13 và 14 tại căn cứ không quân Griffiss cũ, New York, tuy nhiên việc này đã bị hủy bỏ.

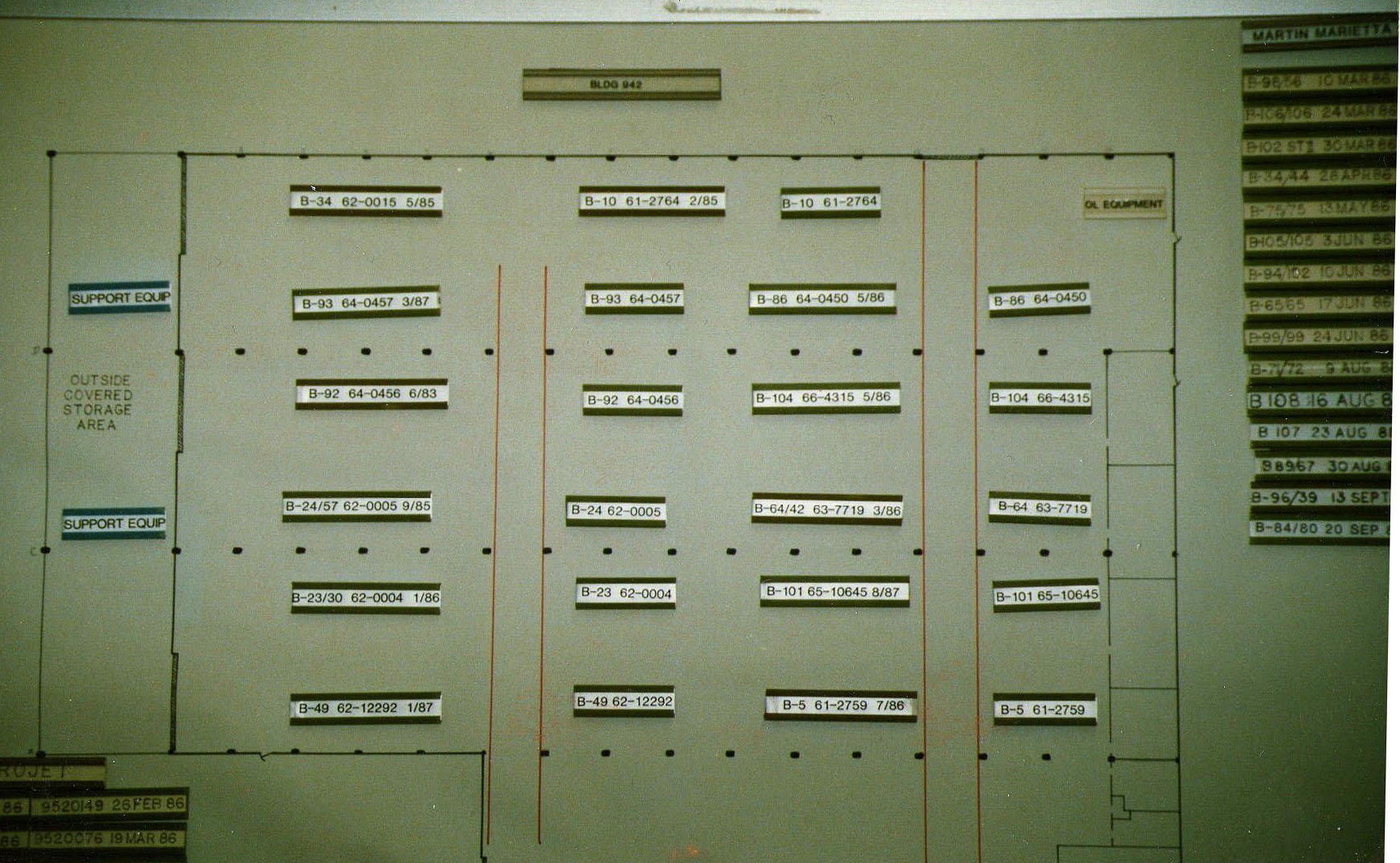
Căn cứ không quân Norton Bldg 942 Tháng 6 năm 1989
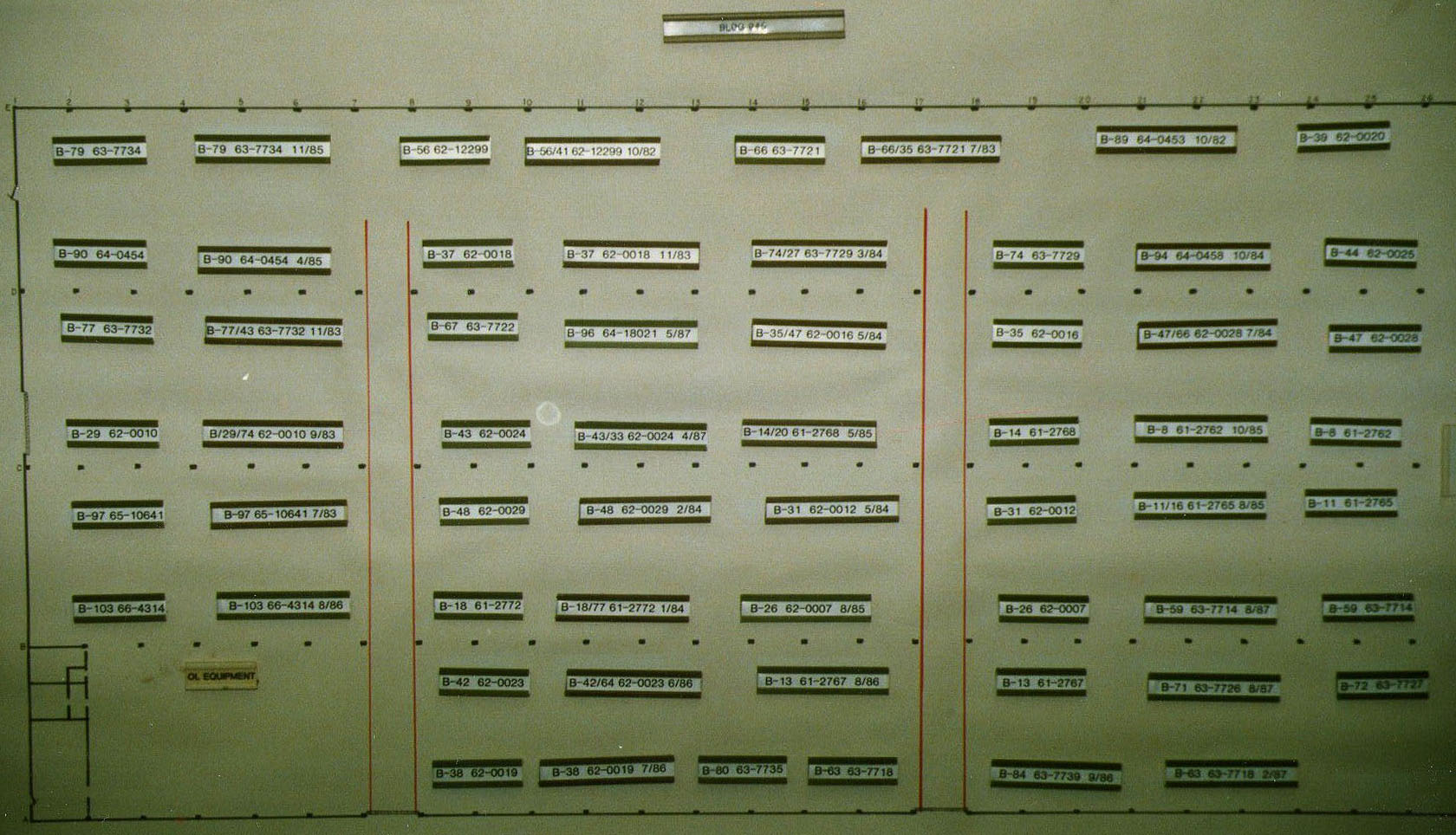
Căn cứ không quân Norton Bldg 945 Tháng 6 năm 1989
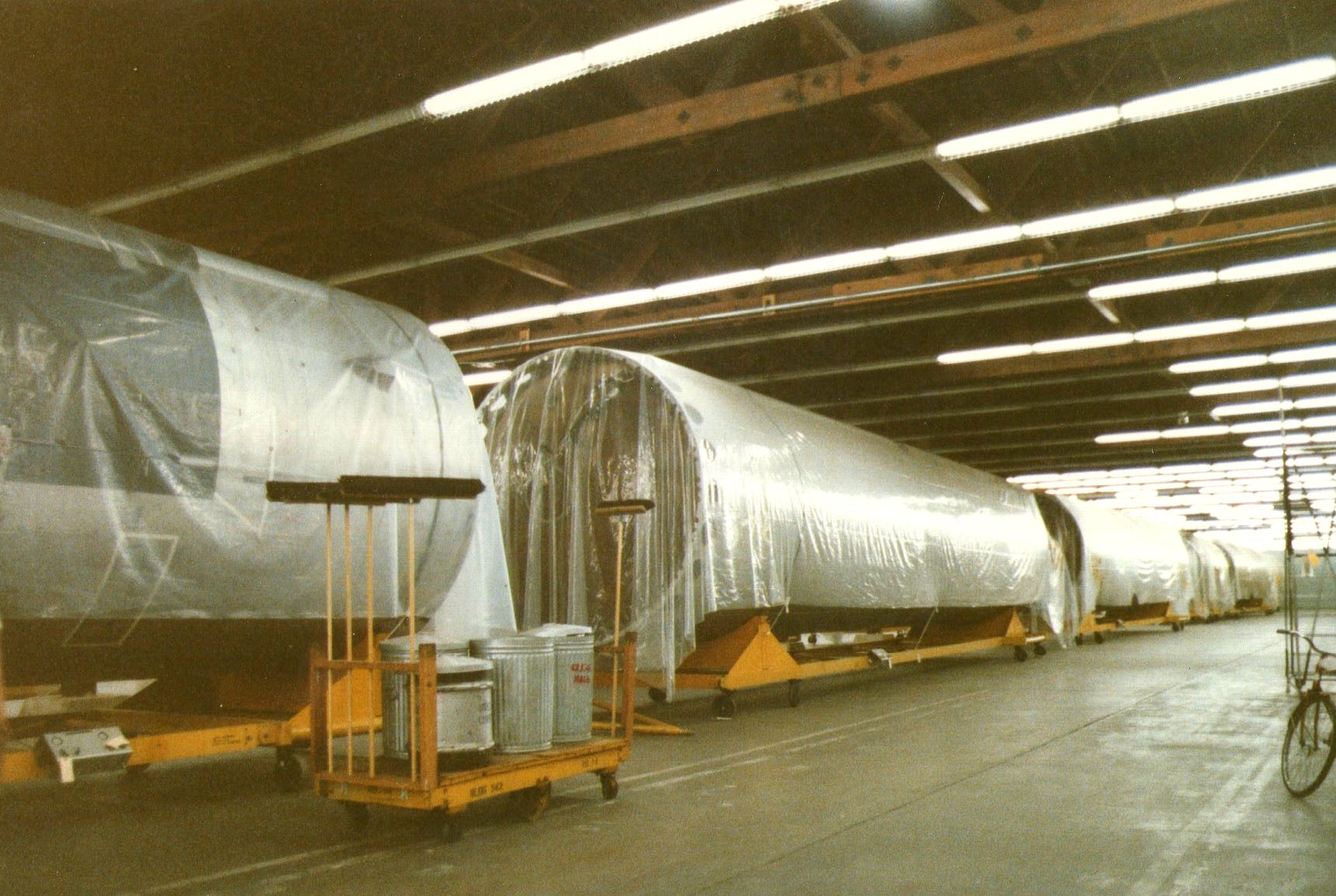
Tên lửa đạn đạo Titan-2 trong kho chứa tại căn cứ không quân Norton năm 1989
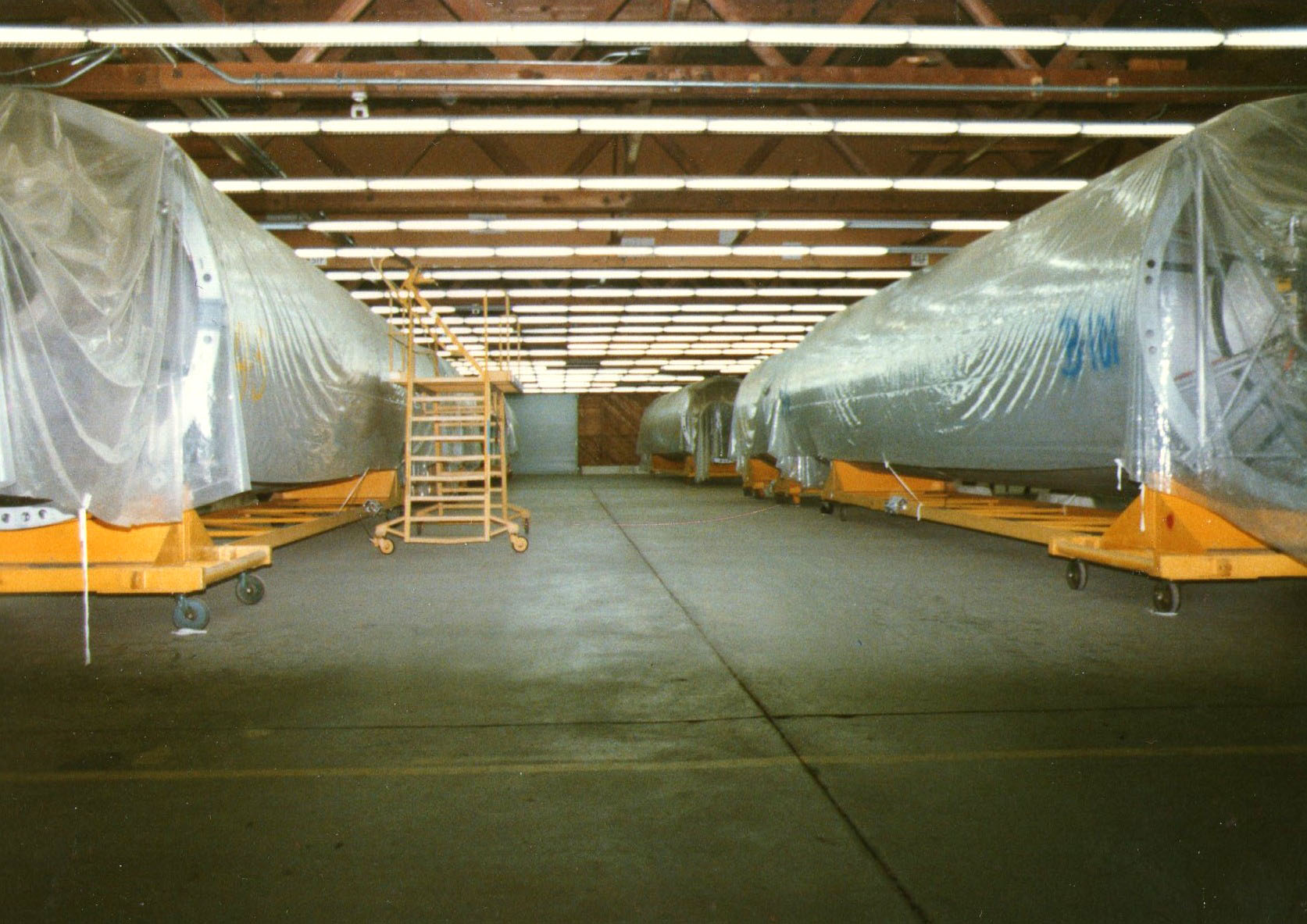
Tên lửa đạn đạo Titan-2 trong kho chứa tại căn cứ không quân Norton năm 1989
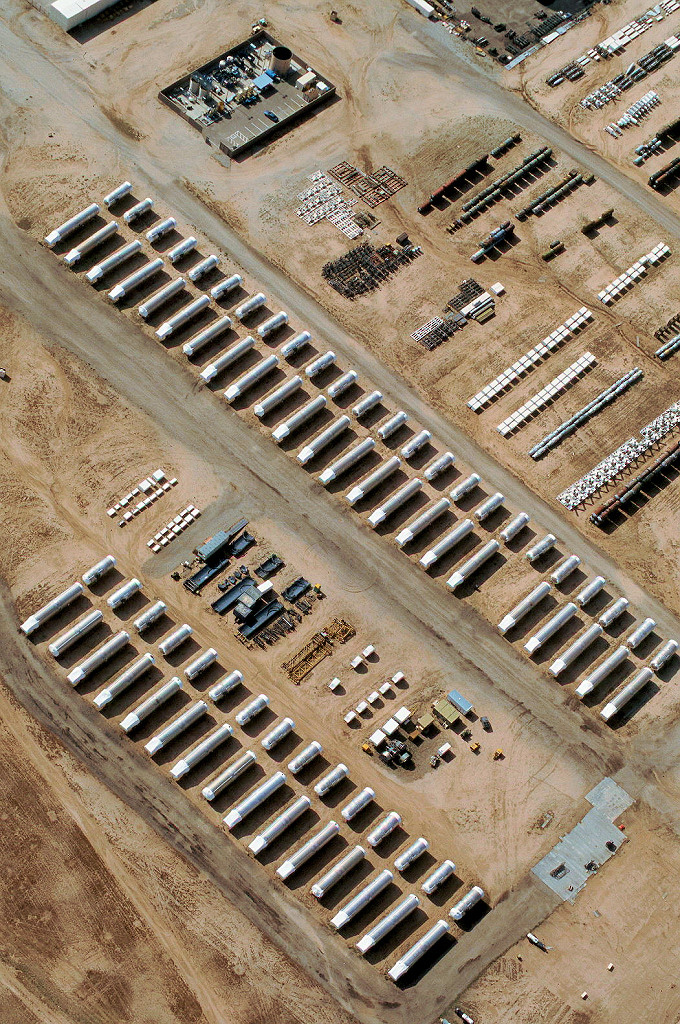
Tên lửa Titan II chờ được tháo dỡ tại căn cứ không quân Davis–Monthan vào năm 2006

## Tên lửa đẩy Titan II
Phương tiện phóng vệ tinh Titan II được dựa trên các tên lửa ICBM đã loại biên. Những tên lửa này được tân trang lại và trang bị các phần mềm cần thiết cho một phương tiện phóng vệ tinh. Tất cả các tàu Gemini, mang theo 10 phi hành đoàn đều được phóng lên vũ trụ bằng tên lửa đẩy Titan II.
Phương tiện phóng tàu vũ trụ Titan II là tên lửa đẩy nhiên liệu lỏng, 2 tầng đẩy, được thiết kế để mang được một tải trọng cỡ nhỏ-trung bình. Nó có khả năng đưa một tải trọng xấp xỉ 1.900 kg (4.200 lb) lên quỹ đạo Trái Đất tầm thấp. Tầng đẩy 1 sử dụng 1 động cơ Aerojet LR-87 còn tầng đẩy 2 sử dụng động cơ Aerojet LR91.
Giữa những năm 1980, Không quân Mỹ quyết định sử dụng các tên lửa ICBM Titan II đã loại biên làm tên lửa phóng vệ tinh thay cho các tên lửa Atlas E/F. Theo đó, tập đoàn Martin Marietta đã giành được gói hợp đồng vào tháng 1 năm 1986 thực hiện tân trang, tích hợp và phóng mười bốn tên lửa Titan II phục vụ cho việc phóng vệ tinh vào không gian theo yêu cầu của chính phủ. Chúng được định danh là Titan 23G. Tên lửa đẩy Titan 23G thực hiện chuyến bay đầu tiên từ Căn cứ Không quân Vandenberg ngày 5 tháng 9 năm 1988. Tên lửa Titan II đã đưa tàu thăm dò Clementine của NASA vào vũ trụ tháng 1 năm 1994. Tất cả các phi vụ phóng tên lửa Titan 23G đều được thực hiện từ Căn cứ Không quân Vandenberg. Tên lửa Titan 23G không phải là một giải pháp phóng tàu vũ trụ tiết kiệm chi phí, vì thực tế chi phí sửa đổi và đưa các tên lửa Titan II đã bị loại biên vào làm phương tiện phóng vệ tinh lại tốn kém hơn là việc phát triển một tên lửa đẩy Delta mới. Không giống như Atlas, vốn được thiết kế lại từ đầu cho việc phóng vệ tinh, Titan II phiên bản phóng tàu vũ trụ không thay đổi nhiều so với phiên bản ICBM, ngoài việc loại bỏ đầu đạn và một số gói trang bị khác. Lần phóng tên lửa đẩy Titan 23G cuối cùng diễn ra vào ngày 18 tháng 10 năm 2003, đưa vệ tinh thời tiết DMSP lên quỹ đạo thành công. Đã có tổng cộng 282 lần phóng tên lửa Titan II từ năm 1962 đến năm 2003, trong đó 25 lần là phục vụ cho mục đích đưa tàu vũ trụ vào không gian.